# Ben Lomond (hegy)
A Ben Lomond Skóciában található hegycsúcs, a legdélebbi és az egyik legkönnyebben elérhető munro, vagyis háromezer láb feletti csúcs. A Loch Lomond keleti partján helyezkedik el, Stirling megye területén. A hegy a Loch Lomond és Trossachs Nemzeti Park része, Glasgow városától mindössze 45 kilométerre fekszik északra.

## Földrajza
A hegy neve a régi brit llumnan vagy llumon szóra vezethető vissza, amely jelző, jelzőtorony jelentéssel bír. Mivel a hegy a legdélebbre fekvő munro, ezért nagyon jó kilátás nyílik róla minden irányban, különösen délre és keletre, ahol többnyire csak kisebb hegyekkel találkozni. Északnyugatra az Arrochar-Alpok, északra a Crianlarich közelében lévő hegyek fekszenek, amelyek között találni magasabbat is. Mivel a csúcs légvonalban csak néhány kilométerre fekszik a Loch Lomondtól, ezért megfelelő idő esetén a tó nagy részét belátni a hegy tetejéről.

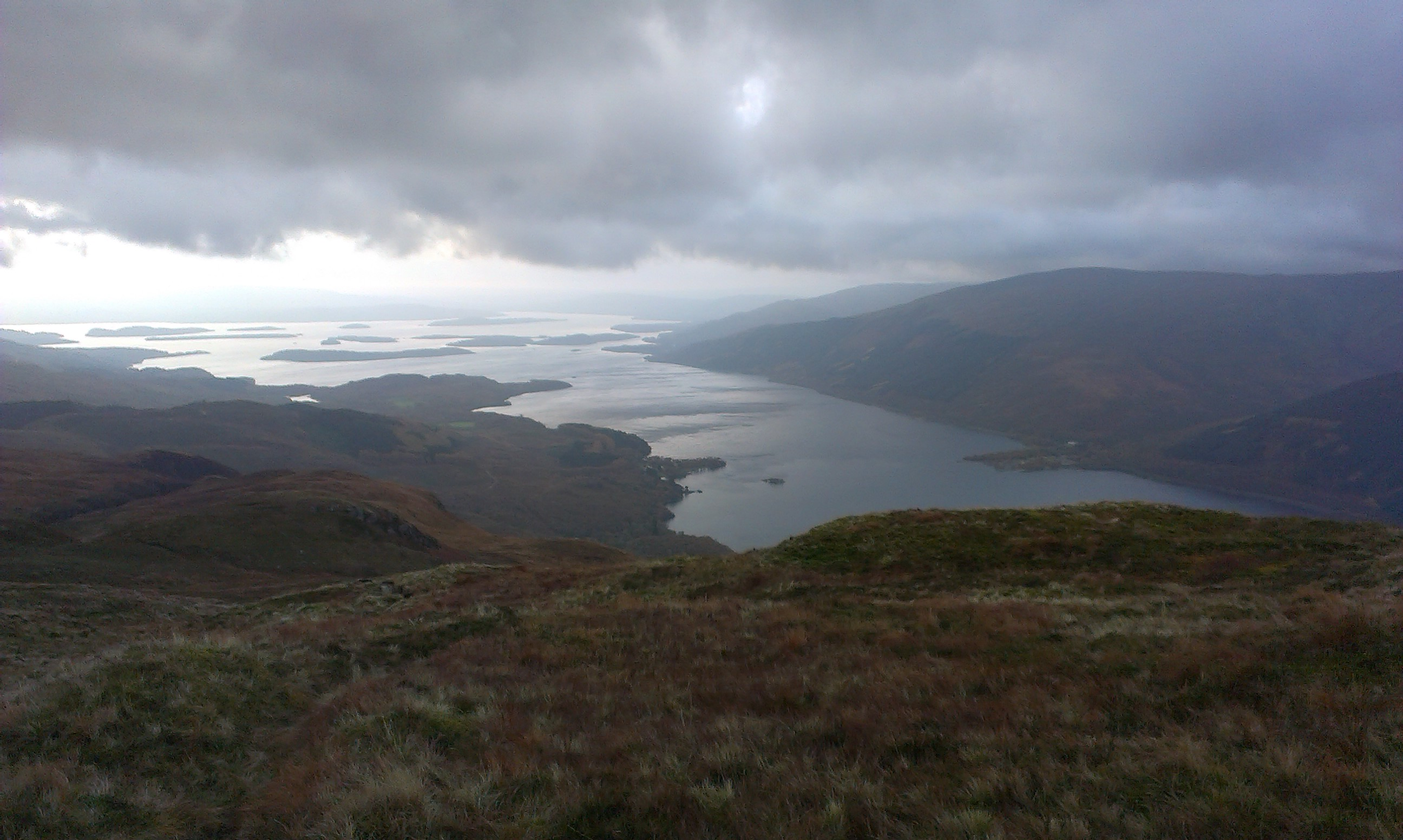
Kilátás délre, a Loch Lomond szigetei felé

A Ben Lomond egy elszigetelt hegycsúcs, amelynek közvetlen közelében csak alacsonyabb hegyek találhatók. A hozzá legközelebb eső, nála magasabb csúcs az északnyugatra lévő Arrochar-Alpok legmagasabb pontja, a Beinn Ime (1011 m), amely légvonalban kb. 12,5 kilométerre található. A hegy déli irányban hosszan elnyúlik, itt két, egymással párhuzamos gerinc található, a Loch Lomondhoz közelebb eső Ptarmigan és a Sron Aonaich. Északi oldalán sokkal meredekebben zuhan alá, különösen északkeleten, ahol a Bhathaich-völgy (Coire a Bhathaich) található. A csúcstól közvetlenül északra helyezkedik el a Cruinn a' Bheinn (632 m), illetve a Ptarmigan-nyergen található a 778 méteres Ptarmigan, a Ben Lomond nyugati szomszédja.
A hegy és környéke a National Trust for Scotland gondozásában van, és élővilágát védetté nyilvánították SSSI besorolás alatt. A terület emellett történelmi jelentőséggel is bír, ezt a másfél kilométeres ún. Ardess Rejtett Történelem Tanösvény (Ardess Hidden History Trail) mutatja be. Elsősorban a Ben Lomond lejtőin művelt mezőgazdaság és vadászat múltjával lehet megismerkedni a kevesebb mint egy órás séta alatt. Továbbá 1995 óta a csúcs és környéke háborús emlékművé lett nyilvánítva Ben Lomond National Memorial Park (Ben Lomond Nemzeti Emlékpark) néven, amely a két világháborúban elesett katonák emlékét örökíti meg. 1997-ben avatták fel Rowerdennanban egy szoborral, amelynek készítője egy skót művész, Doug Cocker volt.

## Az első túrázók
A hegy már régóta érdeklődést válthatott ki az emberekből Glasgow-hoz való közelsége miatt, de csak a 18. századból vannak írott bizonyítékok arra, hogy meg is mászták. Az első, nem explicit bizonyíték Alexander Graham 1724-es beszámolója, amelyben leírja, hogy milyen messzire lehet ellátni a csúcs tetejéről, de nem tér ki arra, hogy ő maga mászta meg a hegyet, vagy más valakitől szerezte az információt, ezért nem őt tartják a csúcs első meghódítójának.

„Ebben az egyházközségben a templomtól kb. hét mérföldre nyugatra, a Lochlomond északi partján található a Benlomond, amelyet Skócia legmagasabb csúcsának tekintenek. A tetejéről tiszta időben nemcsak a Kintyre-fokot látni, amely 80 mérföldre nyugatra található, de az írországi Donegall megye, valamint az angliai Cumberland és Northumberland hegyeit is.”

– Alexander Graham, Description of Kippen Paroch, Buchanan, Drymmen, Balfron, Fintree, and Gargunnock, in Stirlingshire

1758-ban William Burrell későbbi parlamenti képviselő Skóciában tett egy körutat, amely során eljutott a Loch Lomond környékére is, és tudósítása szerint három társával együtt megmászták a hegyet. Ezt tartják hivatalosan az első megmászásnak, bár semmi kétség nem fér ahhoz, hogy már korábban meghódították, csak a terület politikai feszültsége, elsősorban a jakobita felkelések és Rob Roy jelenléte nem tette lehetővé tömeges látogatását.

„A túloldalon áll egy hegy, amelynek ugyanaz a neve, és nagy magassággal rendelkezik a környező kisebb hegyek fölé tornyosulva. A felfelé vezető út nagyon fárasztó, bizonyos helyeken olyan meredek, hogy négykézláb kellett mászni. […] Amikor már csak 100 yardra voltam a csúcstól, szerencsétlenségemre megszédültem, ami megakadályozta buzgóságomat, hogy olyan magasra jussak, mint társaim, akik a legnagyobb szívélyességgel lakomáztak a csúcson, míg én a legnagyobb óvatossággal leereszkedtem, illetve inkább lemásztam […].”

– William Burrell

Burrell látogatása után egyre többen másztak fel a hegyre, és megszaporodtak az útleírások is. 1799-ben John Stoddart számol be a környékre tett kirándulásáról, a hegy nevének etimológiájáról illetve meghódításáról. 1812-ben egy katona arról tudósít, hogy miközben télen próbálták megmászni a csúcsot, kénytelenek voltak késekkel lépcsőket vágni a megfagyott hóba. Ez az első beszámoló Skóciában a jéglépcső készítéséről, ami később a hegymászók bevált módszere lett. 1819-ben egy útikönyvben újra megemlítik a Loch Lomondot, és vele együtt a hegyet is.

## A túrák leírása

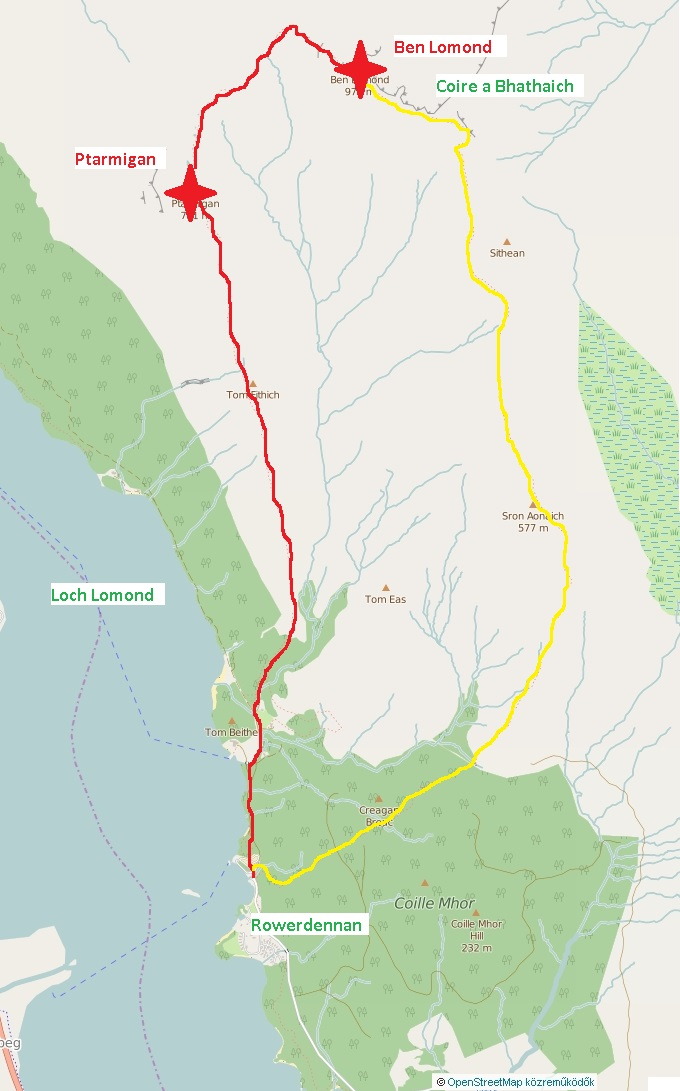
Piros: a rövidebb és nehezebb Ptarmigan-nyereg, sárga: a hosszabb, de könnyebb Sron Aonaich-nyereg.

A Loch Lomond nyugati oldalán futó A82-es út közvetíti a forgalom nagy részét Glasgow és Crianlarich között, de a csúcs az ezzel ellentétes, keleti oldalon található. Ezen az oldalon csak egy alsóbbrendű út van, amin Rowerdennan körzetéig lehet csak autózni, a tó keleti partja ugyanis innentől egészen Inversnaid körzetéig le van zárva, erre fut a West Highland Way nevű hosszútávú túraútvonal. Aki a könnyebb, déli oldalról akarja megközelíteni a csúcsot, annak Rowerdennanból indul a túra.
Innen vagy a Loch Lomondhoz közelebbi Ptarmigan-nyergen vagy az attól keletre található Sron Aonaich-nyergen lehet feljutni a csúcsra. Ez utóbbit szokták általában felfelé használni, mert bár hosszabb, de könnyebben járható, az oda-vissza túra hossza 13 kilométer, amit 4-6 óra alatt lehet teljesíteni. A Ptarmigan csúcsán át vezető ösvény egy kicsivel sziklásabb, és nehezebben járható, ez 10 kilométer, szintén 4-6 óra szintidővel. Északról, Inversnaid körzetéből is meg szokták közelíteni a hegyet, ez az ösvény először a West Highland Way vonalát követi a tó mentén Cailness körzetéig, majd a Cailness-patak (Cailness Burn) völgyében, megkerülve a Cruinn a' Bheinn csúcsát az északi nyergen éri el a csúcsot.